# Cyrtodactylus jarujini
Espèce
Cyrtodactylus jarujini est une espèce de geckos de la famille des Gekkonidae.

## Répartition
Cette espèce se rencontre dans la province de Nong Khai en Thaïlande et au Laos.

## Étymologie
Cette espèce est nommée en l'honneur du zoologiste thaïlandais Jarujin Nabhitabhata.

## Publication originale
- Ulber, 1993 : Bemerkungen über cyrtodactyline Geckos aus Thailand nebst Beschreibungen von zwei neuen Arten (Reptilia: Gekkonidae). Mitteilungen aus dem Zoologischen Museum in Berlin, vol. 69, n. 2, p. 187-200.